# Димитриос Ламбракис
Димитриос Ламбракис (на гръцки: Δημήτριος Λαμπράκης) е гръцки учител и революционер, деец на Гръцката въоръжена пропаганда в Македония от началото на XX век.

## Биография
Димитриос Ламбракис е роден в 1886 година във Вамос на остров Крит. В 1906 година, току-що завършил гимназия, заминава за Македония, присъединява се към гръцката пропаганда и става учител в Лерин. Арестуван е от властите за революционна дейност и лежи в затвора до 1911 година. Обявен е за агент от I ред.
След освобождението си в 1911 година заминава за Крит и оттам за Йоханесбург в Южна Африка, където започва да издава гръцки вестник. При избухването на Балканската война в 1912 година се завръща и постъпва като доброволец в Гръцката армия. През 1914 г. се премества в Атина и работи репортер във вестник „Патрис“. По време на Националната схизма подкрепя Елевтериос Венизелос и след като вестникът публикува документ, изобличаващ Константинос I в прогермански действия, роялистите го затварят като главен редактор на изданието. След освобождаването му през 1917 г. става директор на „Патрис“, пост, който той заема до 1922 година. След загубата на венизелистите на изборите от ноември 1920 г. и емиграцията на Венизелос, на Ламбракис е предложено да поеме ръководството на Либералната партия. В началото на 1922 г., финансиран от група водещи фигури на Либералната партия, Ламбракис започва да издава вестник „Елевтерон Вима“, който скоро постига най-голям тираж. През 1926 г. той публикува седмичника „Икономикос Тахидромос“, през 1929 г. „Атинаика Неа“, а за кратко време през 1932 г. издава „Фони ту Лао“.
По време на германската окупация е принуден да отстъпи собствеността си на полунемска компания. След освобождението вестниците му са разглеждан като вражески, което принуждава Ламбракис да трансформира заглавията във „Вима“ и „Неа“. През пролетта на 1944 г. Ламбракис решава да избяга в Близкия изток, но съюзниците го залавят и го затварят в Сирия, въпреки силните протести на членовете на гръцкото правителство в изгнание. След освобождението си, той се завръща в Атина и продължава да е лидер в издателския сектор. По време на Гражданската война сменя политическата си линия, изоставя венизелистите и започва да подкрепя генерал Александрос Папагос. През 1954 г. основава „Тахидромос“.
Умира на 12 август 1957 година. След смъртта си е наследен от своя син Христос Ламбракис.